# ماركو أنطونيو بيريبان
ماركو أنطونيو بيريبان (بالإسبانية: Marco Antonio Peribán)‏ مواليد 9 أكتوبر 1984 في مدينة مكسيكو، المكسيك، هو ملاكم محترف مكسيكي يصنف ضمن فئة الوزن الثقيل.

## إحصائيات
خاض خلال مسيرته 29 نزالا، فاز في 25 وتعادل في 1 وخسر في 3. فاز بالضربة القاضية في 16 نزالا.

## روابط خارجية
- ماركو أنطونيو بيريبان على موقع بوكس ريك (الإنجليزية) (registration required)